# Тринка, Жасмин
Жасмин Тринка (итал. Jasmine Trinca; род. 24 апреля 1981, Рим, Италия) — итальянская актриса
.

## Биография
Жасмин Тринка родилась 24 апреля 1981 в Риме, Италия. С детства училась в римском лицее «Liceo classico Virgilio», который окончила с отличием. В 2000-м Жасмин поступила в университет Сапиенца, чтобы получить[стиль] диплом по археологии. Там же она познакомилась с Антонио, будущим отцом её дочери Эльзы, которая родилась в 2009 году.
Актерская карьера Жасмин Тринка началась в 2001 году, когда она в девятнадцатилетнем возрасте была выбрана среди других двух с половиной тысяч девушек на одну из главных ролей в фильме Нанни Моретти «Комната сына». Роль Ирен Сермонти, дочери главного героя ленты, принесла Жасмин награду Гильельмо Бираги от Итальянского национального синдиката киножурналистов как открытие года, а сам фильм получил «Золотую пальмовую ветвь» на 54-м Каннском международном кинофестивале.
В 2003 году Тринка получила роль в фильме Марко Туллио Джорданы «Лучшие годы молодости», за которую в 2004-м она получила премию «Серебряная лента» Итальянского национального синдиката киножурналистов в номинации «Лучшая актриса второго плана». В том же 2004 году она снялась в фильме «Побег невиновных» Леоне Помпуччи, а в следующем году — в фильме Микеле Плачидо «Криминальный роман», экранизации романа Джанкарло Де Катальдо о банде из города Мальян.
В 2005 году Жасмин Тринка снялась вместе с Сильвио Муччино в фильме «Ученик любви», в 2007 году снялась в ленте Риккардо Милане «Пиано, соло» с Кимом Росси Стюартом, Микеле Плачидо и Паолой Кортеллези.
В 2007 году Жасмин Тринка входила в состав жюри секции «Особый взгляд» на юбилейном 60-м Каннском кинофестивале, возглавляемом Паскалем Ферраном.
В 2009 году за роль в фильме Микеле Плачидо «Мечта по-итальянски» актриса получила на 66-м Венецианском кинофестивале премию Марчелло Мастроянни.
Жасмин Тринка снялась в двух фильмах французского режиссера Бертрана Бонелло: «Дом терпимости» (2011) и «Сен-Лоран. Стиль — это я» (2014).
В 2017 году Жасмин Тринка получила на 70-м Каннском кинофестивале приз секции «Особый взгляд» за лучшую женскую роль в фильме «Везучая» режиссера Серджо Кастеллитто.

## Фильмография

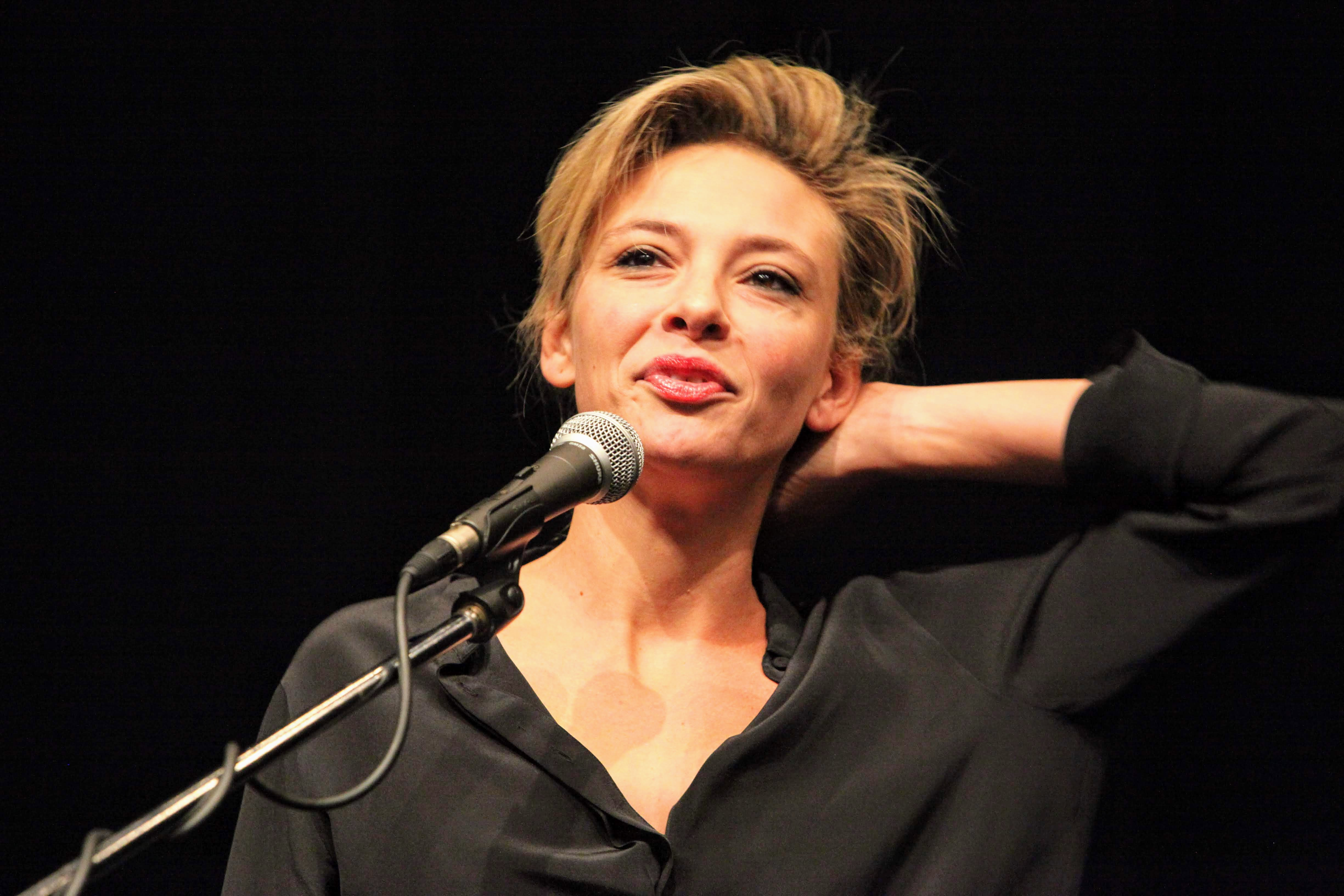
Жасмин Тринка на международном кинофестивале в Карловых Варах в 2017 г.

| Год  |   | Русское название              | Оригинальное название                       | Роль              |
| ---- | - | ----------------------------- | ------------------------------------------- | ----------------- |
| 2001 | ф | Комната сына                  | La stanza del figlio                        | Ирене             |
| 2003 | ф | Лучшие годы молодости         | La meglio gioventù                          | Джорджа           |
| 2004 | ф | Ученик любви                  | Manuale d'amore                             | Джулия            |
| 2005 | ф | Криминальный роман            | Romanzo Criminale                           | Роберта           |
| 2006 | ф | Кайман                        | Il caimano                                  | Тереза            |
| 2007 | ф | Пиано, соло                   | Piano, solo                                 | Синция            |
| 2009 | ф | Мечта по-итальянски           | Il grande sogno                             | Лаура             |
| 2009 | ф | Ультиматум                    | Ultimatum                                   | Луиза             |
| 2011 | ф | Дом терпимости                | L'Apollonide (Souvenirs de la maison close) | Жюли, «Caca»      |
| 2013 | ф | В один прекрасный день        | Un giorno devi andare                       | Аугуста           |
| 2013 | ф | Милая                         | Miele                                       | Ирена             |
| 2013 | ф | Другая жизнь                  | Une autre vie                               | Аврора            |
| 2014 | ф | Сен-Лоран. Стиль — это я      | Saint Laurent                               | Талита Гетти      |
| 2015 | ф | Никто не спасается в одиночку | Nessuno si salva da solo                    | Делия             |
| 2015 | ф | Ганмен                        | The Gunman                                  | Энни              |
| 2015 | ф | Декамерон                     | Maraviglioso Boccaccio                      | Джованни          |
| 2016 | ф | Томмазо                       | Tommaso                                     | Кьяра             |
| 2017 | ф | Везучая                       | Fortunata                                   | везучая           |
| 2019 | ф | Богиня Фортуна                | La dea fortuna                              | Аннамария Мускара |
| 2022 | ф | Супергерои                    | Supereroi                                   | Анна              |
| 2022 | ф | История моей жены             | The Story of My Wife                        | Виола             |